# پیرشهید
پیرشهید یک روستا در ایران است که در دهستان گلیان واقع شده‌است. پیرشهید ۶۹۷ نفر جمعیت دارد.